# San Martín (Buenos Aires)
Ciudad del Libertador General Don José de San Martín, meglio conosciuta come San Martín, è una città della Provincia di Buenos Aires, nella Grande Buenos Aires, capoluogo del Partido del  General San Martín, situata nel centro-nord della medesima area.

## Storia
Tra il 1836 e il 1856 l'area ebbe il nome di Santos Lugares de Rosas.

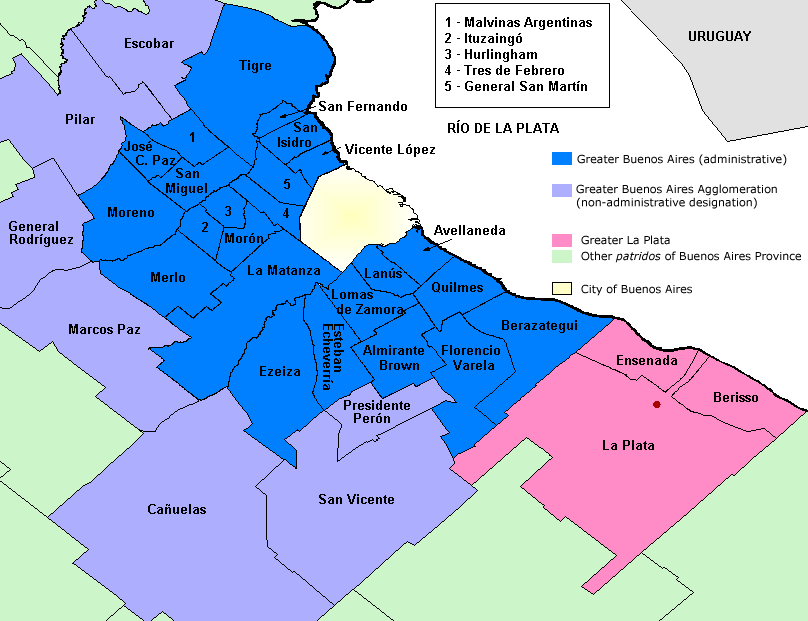
Al numero 5 il Partido di General San Martín assieme ai vicini partidos della Provincia di Grande Buenos Aires

## Cultura

### Istruzione

#### Università
La città è sede dell'Università Nazionale di General San Martín, fondata nel 1992.

## Infrastrutture e trasporti

### Ferrovie
San Martín è servita da una propria stazione ferroviaria posta lungo la linea suburbana Mitre che unisce le località del ovest dell'area metropolitana bonaerense con Buenos Aires.

## Amministrazione

### Gemellaggi
San Martín è gemellata con le seguenti città:
- Alytus
- Civitanova Marche, dal 1990[1]
- Pordenone, dal 2003
- Maipú